# Збиття Boeing 777 біля Донецька
Збиття Boeing 777 біля Донецька (англ. Malaysia Airlines Flight 17, нід. Malaysia Airlines-vlucht 17, малай. Penerbangan 17 Penerbangan Malaysia) — знищення військовими РФ пасажирського літака Malaysia Airlines, що виконував рейс МН17. Загинули всі пасажири та екіпаж, загалом 298 осіб.
Літак Boeing 777 збито 17 липня 2014 року неподалік Торезу Донецької області в ході російської збройної агресії на сході України. Міжнародне розслідування встановило, що літак збито зенітним ракетним комплексом «Бук» російського виробництва. Незалежні дослідники довели, що він належав 53-й зенітній ракетній бригаді з Курська (РФ). 24 травня 2018 влада Австралії та Нідерландів офіційно звинуватили Росію в катастрофі літака.
За кількістю жертв катастрофа Boeing 777 стала найбільшою в історії України і загалом у XXI ст., якщо не враховувати терактів 11 вересня 2001 року; найсмертоноснішим збиттям пасажирського літака.
Збиття літака спричинило нову хвилю санкцій західних держав проти РФ. Чимало експертів називали це «переломною точкою» у відносинах РФ з США, ЄС та їхніми союзниками.
23 червня 2022 року ПАРЄ підбили підсумок, що «Найпереконливіший сценарій на сьогодні — MH17 збитий російським „Буком“».

## Перебіг подій

### Передумови
Починаючи з середини квітня 2014 року, на Донбасі почалися бойові дії. Проросійські сили вже 2 травня 2014 року застосували переносні зенітно-ракетні комплекси для збиття двох гелікоптерів Мі-24 армійської авіації України під Слов'янськом.
У червні проросійські бойовики збили літак Іл-76, що заходив на посадку до Луганського аеропорту.
1 липня 2014 року документом NOTAM A1383/14 Україна закрила повітряний простір над зоною конфлікту для цивільної авіації до висоти 7900 м (ешелон FL260).
14 липня в Луганській області, за п'ять кілометрів від російсько-українського кордону, збитий транспортний літак Ан-26 Повітряних сил ЗСУ на висоті 6500 м. Проведений у листопаді 2014 року аналіз фото- та відеоматеріалів засвідчив, що літак був збитий ЗРК Бук з території Росії.
У відповідь на це, 14 липня Україна ще підвищила межу закриття повітряного простору документом NOTAM A1492/14, піднявши обмеження до 9750 м (ешелон FL320). Відповідно до норм ICAO, на той час не існувало чіткого регламенту щодо безумовного закриття повітряного простору над зонами конфлікту. Так, повітряний простір над зонами конфліктів у Малі, Судані, Лівії, Іраку, Сирії та інших не закривався для цивільної авіації.
16 липня збитий Су-25 та обстріляний із ПЗРК другий Су-25.
У ніч з 16 на 17 липня 2014 Росія ввела у дію документ NOTAM UUUUV6158/14, заборонивши ним польоти цивільної авіації у прилеглих до України областях на висотах до 16000 м (ешелон FL530).

### Катастрофа
17 липня 2014 року літак виконував регулярний рейс MH17 з Амстердама (Нідерланди) до Куала-Лумпура (Малайзія); вилетів з Амстердама о 13:30 за київським часом та прямував до міжнародного аеропорту «Куала-Лумпур», зв'язок із літаком перервався близько 16-ї години. Рештки літака впали поблизу міста Торез Донецької області. На борту перебувало 298 людей (283 пасажирів і 15 членів екіпажа), ніхто не врятувався.
За попередніми даними, літак збитий ракетою «земля-повітря», запущеною російськими диверсантами або проросійськими терористами з території окупованих районів Донеччини за допомогою самохідного ЗРК «Бук» М1, доставленого туди Російською Федерацією.
Терористичне угруповання «ДНР» спочатку заявило, що збило літак, але потім відмовилося від своїх тверджень. Українська сторона заявляє, що має докази причетності Росії до катастрофи літака Boeing 777 Росії. Водночас Російська Федерація відкидає будь-які звинувачення. Розслідування причин катастрофи триває. РНБО повідомляла про перешкоджання збору доказів сепаратистами, які контролюють територію падіння літака.

### Припинення польотів
Того ж дня, після катастрофи, ряд авіакомпаній таких як Lufthansa, Air France, Turkish Airlines оголосили про зміну траєкторій польоту своїх літаків в обхід сходу України.
Увечері 17 липня Європейська організація з безпеки аеронавігації (Євроконтроль) закрила повітряний простір України для польотів цивільної авіації. Про це у четвер ввечері заявив директор Євроконтролю Тітгат Люк.

## Версії подій

### Українська версія

Мапа польоту рейсу MH17 Malaysia Airlines

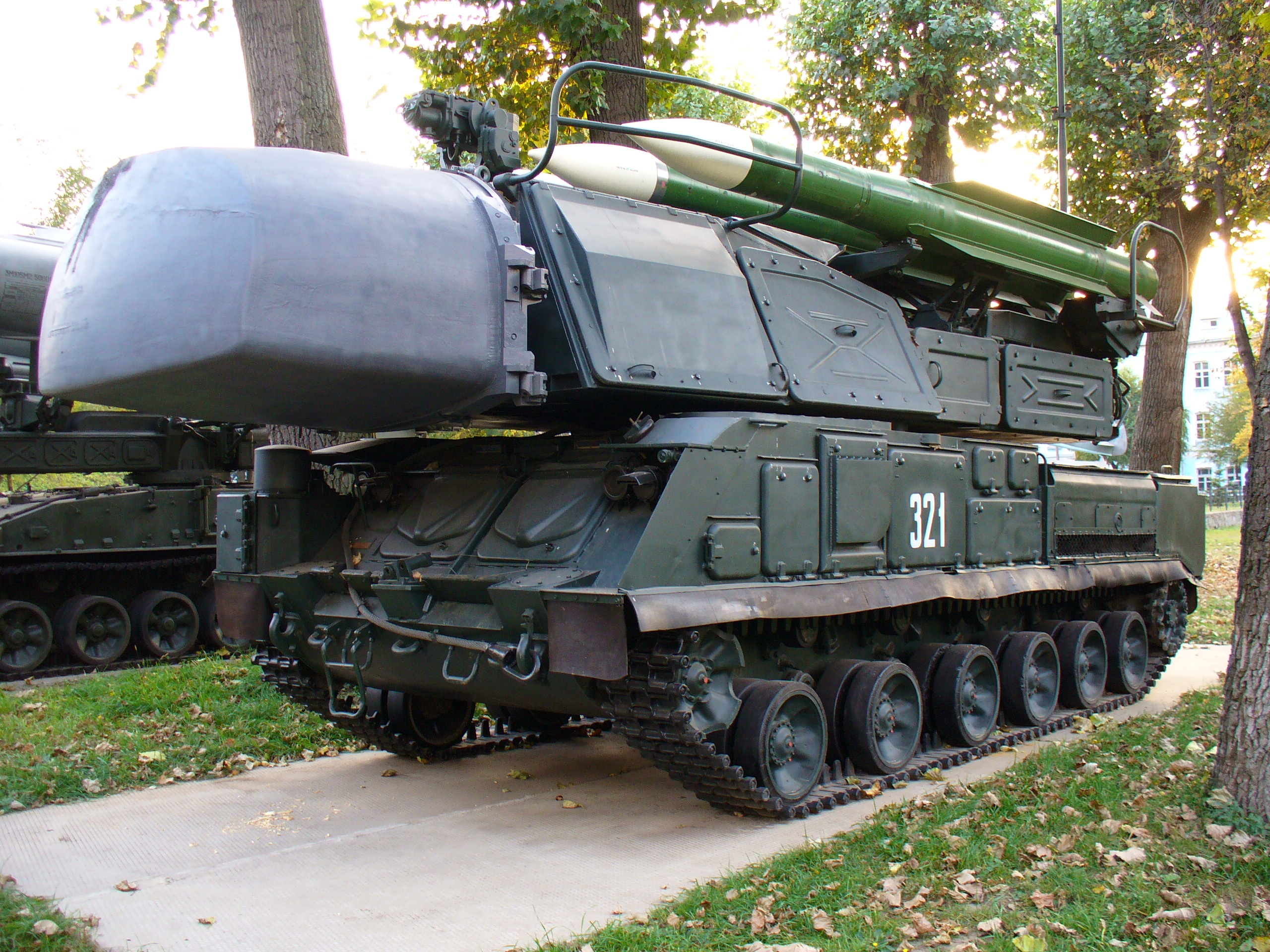
ЗРК Бук

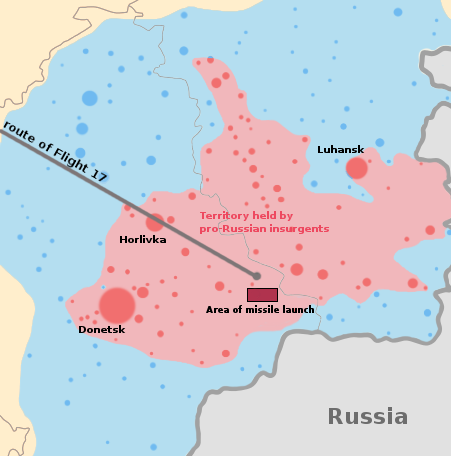
Мапа катастрофи Malaysia Airlines рейс 17
----
(Лінія) - Маршрут MH17 Malaysia Airlines рейс 17
Орієнтовна площа запуску ракети відповідно до України
Територія яку займали проросійські бойовики на 17.07.2014

СБУ оприлюднила перехоплені розмови проросійських сепаратистів про те, що 17 липня 2014 р. о 16:40 (за київським часом) російський диверсант на прізвисько «Бєс» (Ігор Безлєр) доповів своєму кураторові, полковнику ГРУ ГШ ЗС РФ Гераніну Василю Миколайовичу про збитий літак: «Щойно збили літак. Група „Мінера“. За Єнакієво впав». Терористи доповіли, що вони збили транспортний літак АН-26 української армії й невдовзі диктор новин російського телебачення повідомила про збиття терористами літака над містом Торез (Донецької області), заявивши, що «все відбулося близько п'ятої години вечора за московським часом». Згодом про збиття українського літака повідомили російські ЗМІ, серед яких РИА Новости та Russia Today.
Радник Міністра внутрішніх справ України Антон Геращенко заявив у своєму Facebook, що літак збито із зенітно-ракетного комплексу «Бук». За його даними, літак летів на висоті 10 600 метрів. Недалеко від малайзійського лайнера пролітав український військово-транспортний Іл-76, який прямував для скидання вантажів блокованим українським військам. У який саме літак хотіли поцілити — невідомо.
Трохи пізніше генпрокурор України Віталій Ярема сказав, що «терористи» не захоплювали українські комплекси «Бук» або «С-300».
Терористи з т. зв. ДНР повідомили про «збиття українського транспортника АН-26» під Торезом:
|  | 17 липня поблизу селища Розсипне над містом Торез Донецької області був збитий транспортний літак Ан-26 українських ВПС, повідомили «ополченці». За їхніми словами, літак впав десь в районі шахти «Прогрес», в стороні від житлових кварталів... У нього влучила ракета, пролунав вибух і літак пішов до землі, залишаючи за собою чорний дим. З неба посипалися уламки. |

Пасажирський літак Боїнг-777 збитий російською протиповітряною обороною, про це заявило журналістам того ж дня джерело в Генеральному штабі ЗСУ:
|  | Пуск ракети по авіалайнеру «Боїнг-777» авіаліній Малайзії був здійснений російською ППО з прикордонного району або з нульової позначки біля кордону з Україною. Це абсолютно точно російський зенітно-ракетний комплекс — швидше за все, це С-300 або «Бук» — лайнер йшов на висоті понад 10000 метрів. ПЗРК туди не дістане. Україна не має у районі Донецька будь-яких засобів ППО дальньої дії. Не мають в своєму розпорядженні таких засобів і терористи. Лайнер знищений, оскільки в цьому районі російська ППО здійснює прикриття дій загонів російських найманців і терористів. |

Генеральний прокурор України в Києві на брифінгу 30 березня 2015 р. заявив, що версія про те, що малайзійський пасажирський літак «Боїнг» у липні 2014 року на Донбасі збили сепаратисти, є основною, але не єдиною. Слідство отримало покази свідків про склад екіпажу «Бука», з якого збили малайзійський Boeing.
Заступник генерального прокурора України в 2019—2022 рр., який очолював профільну Міжнародну спільну слідчу групу (JIT) від України, Гюндуз Мамедов, заявив, що судовий процес у справі збиття авіалайнера рейсу MH17, який триває в Нідерландах, відкриє не лише правду про підготовку і напад на цивільний літак, а й істинні наміри Росії — а саме збройна агресія проти України, що триває з 2014 р. і досі.

### Версії європейських держав та США
18 жовтня 2014 року видання «Deutsche Welle» із посиланням на «Шпіґель» (Der Spiegel) повідомило: «Катастрофу малайзійського літака Boeing-777 рейсу MH17 у небі над Східною Україною спричинили проросійські сепаратисти — такого висновку дійшла німецька розвідка. Президент Федеральної розвідувальної служби Німеччини Гергард Шиндлер, за інформацією журналу, розповів про це членам парламентського контрольного органу Бундестагу ФРН ще 8 жовтня, представивши ґрунтовні докази».
Розслідування, проведене організацією журналістських розслідувань CORRECT!V, встановило, що пасажирський Боїнг малайзійських авіаліній збили проросійські бойовики пострілом зенітно-ракетного комплексу «БУК М1», що його доставили з російського Курська.
Експерти з Варшави, Лондона і Мюнхена, досліджуючи фрагменти збитого літака, встановили, що MH17 збитий з «Бука». В обломках малайзійського літака знайдено осколки ракети зенітно-ракетного комплексу «Бук».
Використовуючи записи радіопереговорів між сепаратистами, СБУ встановила, що співробітник Головного розвідувального управління Росії причетний до катастрофи малайзійського Boeing-777 рейсу MH17, збитого над Донецькою областю.
Розслідування журналістської організації Bellingcat встановило, що в ході пресконференції в липні 2014 року Міністерство оборони РФ надало підроблені супутникові зображення, щоб звинуватити Україну в катастрофі Боїнга МН17.
Американський телеканал CNN, який посилається на власні джерела у Пентагоні, повідомив, що за даними супутникового спостереження, ракету, яка вразила пасажирський «Боїнг» випущено з території Росії.
За даними США, малайзійський лайнер збитий ракетою «земля-повітря». Wall Street Journal, посилаючись на посадових осіб розвідки США, наводить прямі докази причетності Росії до авіакатастрофи:
1. Малайзійський літак збили російською протиповітряною системою SA-11 «Бук».
2. Ракету запустили з території, контрольованої сепаратистами та «в умовах, створених Росією», що підтверджується даними систем радарного та супутникового спостереження (система MASINT), які встановили т. зв. «гарячий слід» чи «тепловий підпис» самої ракети з моменту її запуску до вибуху.
3. Протягом значного часу Росія доставляла терористам зброю, в тому числі протиповітряний комплекс SA-11 «Бук».
4. Росія готувала терористів у південно-західній частині Росії, що підтверджується фотографіями з супутника.
5. Терористи також пройшли відповідну підготовку в спеціальних таборах з використання комплексу «Бук».
6. Російські терористи вже збили 12 українських військових літаків, що свідчить про достатньо високий рівень їхньої підготовки.
7. Місцеві жителі (біля Торезу) підтвердили, що терористи мали у своєму розпорядженні комплекс «Бук». Цей факт також підтверджують журналісти Associated Press. Крім того, існують фотографічні докази.
8. Ушкодження осколками, помітне на частинах збитого літака, відповідають тому, що може завдати ракета, запущена комплексом «Бук».
9. Американські розвідники також повідомили, що вони можуть підтвердити достовірність перехоплених телефонних розмов між терористами та їхніми російськими командирами.
10. Усі дані, в розпорядженні американських розвідувальних органів свідчать про те, що терористи отримують пряму допомогу від Росії і що російські командири видають терористам прямі накази.
11. Розвідка США має докази, що українські системи SA-11, т. зв. комплекс «Бук», не були в зоні, з якої можна було ними збити малайзійський літак.
12. Немає жодних доказів того, що літак збили українські винищувачі, як це Москва намагалася довести[51].

### Заяви проросійських бойовиків
У VK в групі «Зведення від Стрєлкова Ігоря Івановича» опублікували повідомлення, що о 17:50 вони збили літак у районі Тореза:
|  | У районі Тореза тільки що збили літак Ан-26, валяється десь за шахтою Прогрес. Попереджали ж — не літати в «нашому небі». А ось і відео-підтвердження чергового «пташкопаду». Пташка впала за терикон, житловий сектор не зачепила. Мирні люди не постраждали. А також ще є інформація про другий збитий літак, начебто Су Оригінальний текст (рос.) В районе Тореза только что сбили самолет Ан-26, валяется где-то за шахтой Прогресс. Предупреждали же — не летать в «нашем небе». А вот и видео-подтверждение очередного «птичкопада». Птичка упала за террикон, жилой сектор не зацепила. Мирные люди не пострадали. А также еще есть информация о втором сбитом самолете, вроде бы Су |

Після обстеження місця падіння літака терористи виявили, що вони збили пасажирський літак. З телефонної доповіді іншого терориста слідує, що цей літак збили «з Чорнухінського блокпосту. Козаки, що на Чорнухіне стоять». За його словами, літак розсипався в повітрі, в районі шахти Петропавлівської, а його уламки, тіла людей та речі пасажирів падали просто у двори. Під кінець розмови терорист констатував, що вони збили цивільний літак: «Коротше, стопудово цивільний борт».
Через деякий час відбулася ще одна розмова одного з бойовиків з донським отаманом Миколою Козіциним: «Щодо цього літака, збитого в районі Сніжного — Тореза. Це виявився пасажирський. Впав у районі Грабове, там море трупів, жінок і дітей. Зараз козаки там дивляться це все». На питання терориста, що пасажирський літак «Малайзійських авіаліній» робив на території України, отаман Козіцин зазначив: «Значить завозили шпигунів, не знаю. Нех… літати, зараз війна йде».
Зрозумівши, що збитим літаком виявився Boeing 777, який прямував з Амстердама до Куала-Лумпура, терористи почали прибирати з мережі Інтернет всі попередні повідомлення про збитий ними літак. Після того російські ЗМІ вдалися до іншої версії й згодом агентство «РІА Новості» повідомило, що очевидці спостерігали бойовий літак, який випустив декілька ракет, що вибухнули десь у небі, після чого на землю стали падати уламки. За версією терористів, Boeing 777 був збитий українським штурмовиком Су-25, практична верхня межа висоти польоту якого, втім, на 3000 м нижча за ймовірну висоту авіакатастрофи. Разом з тим, за повідомленням видання The Wall Street Journal з посиланням на представника влади США, американська розвідка підтвердила 17 липня 2014 р., що малайзійський літак був збитий ракетою «земля-повітря». Окрім того терористи заявили, що не мають зброї, здатної збити літак на такій висоті. Проте це ставлять під сумнів незалежні джерела.
В інтерв'ю Рейтер терорист, ватажок «батальйону» «Восток» Олександр Ходаковський вперше після катастрофи сказав, що в терористів був ЗРК «Бук». Саме зброєю цього типу, як вважає Вашингтон, збито літак Малайзійських авіаліній. Він також дав зрозуміти, що «Бук» міг бути привезений з Росії та потім відправлений назад для ліквідації доказів його присутності в Україні.

### Російські версії

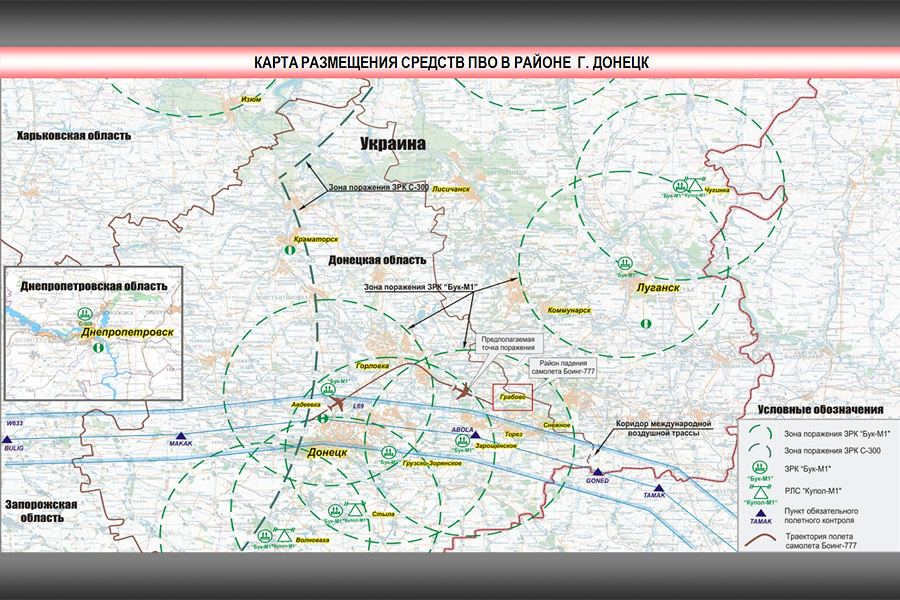
Карта розміщення засобів ППО в районі міста Донецьк в день катастрофи рейса MH17.
Брифінг МО РФ 21 липня 2014 року

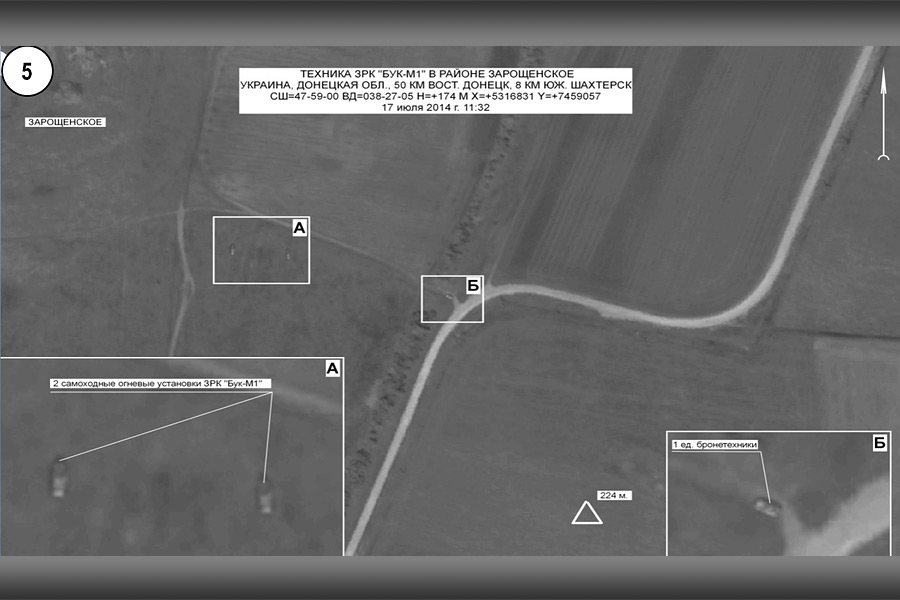
Супутниковий знімок від 17 липня 2014 року, зроблений в районі маршруту слідування пасажирського літака за кілька годин до катастрофи. На знімку позначені дві одиниці техніки ЗРК «Бук-М1» разом з однією одиницею бронетехніки в районі селища Зарощенське.
Брифінг МО РФ 21 липня 2014 року

Того ж дня, після катастрофи, російські ЗМІ поширили фейкове повідомлення про те, що іспанський диспетчер Карлос, що працював у Борисполі, опублікував у твіттері @spainbuca повідомлення про, що за три хвилини до зникнення Боїнга з радарів були помічені бойові літаки.
- станом на 18 липня 2014 акаунт @spainbuca видалено[61].
- 18 липня 2014 пресслужба Украероруху повідомила, що такого диспетчера в компанії ніколи не було[62].
- 31 серпня 2017 Дождь опублікував уривок з інтерв'ю, яке Путін дав режисеру Оліверу Стоуну 2015 року й де згадував про іспанського диспетчера:[63]

| | \| Наскільки мені відомо, відразу ж після цієї жахливої катастрофи один з українських авіадиспетчерів, по-моєму, він фахівець іспанського походження, оголосив, що бачив в коридорі цивільного літака бойову машину. Ніякої іншої бойової машини, крім української, там бути не могло.Оригінальний текст (рос.) Насколько мне известно, сразу же после этой ужасной катастрофы один из украинских авиадиспетчеров, по-моему, он специалист испанского происхождения, объявил, что видел в коридоре гражданского самолета боевую машину. Никакой другой боевой машины, кроме украинской, там быть не могло. \| |
| — Володимир Путін, президент РФ | |
| Наскільки мені відомо, відразу ж після цієї жахливої катастрофи один з українських авіадиспетчерів, по-моєму, він фахівець іспанського походження, оголосив, що бачив в коридорі цивільного літака бойову машину. Ніякої іншої бойової машини, крім української, там бути не могло.Оригінальний текст (рос.) Насколько мне известно, сразу же после этой ужасной катастрофы один из украинских авиадиспетчеров, по-моему, он специалист испанского происхождения, объявил, что видел в коридоре гражданского самолета боевую машину. Никакой другой боевой машины, кроме украинской, там быть не могло. | |

Російські пропагандистські телеканали Russia Today та LifeNews озвучили версію, що мотивом міг бути замах на президента Росії Путіна і що начебто літак Путіна й малайзійський Boeing 777 перетинались в одній точці в тому ж ешелоні. Це сталося ще біля Варшави на 330-му ешелоні на висоті 10100 метрів. Борт Путіна був там о 16:21 мск, малайзійський літак — о 15:44 мск Оглядачі вважають це вигадкою, оскільки маршрут польоту з Варшави до Москви йде зазвичай майже 1000 км північніше Донецька.
О 20:00 мск того ж дня, 17 липня, РИА Новости із посиланням на «якесь компетентне джерело» вкинуло інформацію про те, що цього дня Україна перекинула в зону АТО «Буки»: «За даними системи об'єктивного контролю, в середу в район Донецька був перебазований дивізіон „Буків“ Збройних сил України. Зараз у Харкові вантажиться ще один дивізіон тієї ж зброї».
21 липня 2014 року Міністерство оборони РФ провело брифінг щодо катастрофи літака, на якому представило власні супутникові знімки, діаграми і карти. Начальник Головного оперативного управління Генштабу Збройних сил РФ Андрій Картаполов повідомив, що було зафіксовано український штурмовик Су-25, який нібито летів на відстані 3-5 км від MH17.
Віталій Чуркін, постійний представник РФ при ООН 21 липня в Нью-Йорку непрямо визнав факт збиття Боїнга терористами, назвавши це «конфузом»:
|  | Відповідно до записів, люди зі сходу (України) говорили, що вони збили військовий літак… Якщо вони вважали, що збили військовий літак, це був конфуз. Якщо це був конфуз, це не був акт тероризму. |

22 грудня 2014 року низка російських ЗМІ, включно з державними на кшталт Россия-24, повідомили, що пасажирський літак збив український пілот 299-ї бригади Владислав Волошин. За їх словами, він пілотував штурмовик Су-25, що був обладнаний ракетами типу «повітря-повітря».
2 червня 2015 року радник генерального конструктора концерну «Алмаз-Антей» Михайло Малишевський на пресконференції в Москві зробив заяву, що для збиття літака використовувалася ракета типу 9М38М або 9М38М1 з бойовою частиною типу 9М314 або 9М314М1, оскільки тільки в них вражаючі елементи мають форму «двотавра». 8 червня офіційно оприлюднено повну презентацію концерну, де бойову частину 9Н314М1 зазначено як єдину ймовірну, що могла спричинити руйнування літака, а також зроблено заяву, що виробництво ракет 9М38М1 завершилося у 1999 році. Російський журналіст Павло Канигін зібрав докази, які спростовують версію концерну.
29 липня 2015 року російський телеканал LifeNews висунув нову версію збиття Боїнгу, згідно з якою літак був знищений зсередини і це була спецоперація.
13 жовтня 2015 року генеральний директор концерну «Алмаз-Антей» Ян Новіков повідомив, що після вивчення фахівцями концерну уламків Boeing-777 у Голландії, ті дійшли висновку, що для ураження могла використовуватися лише ракета 9М38 з бойовою частиною типу 9Н314, без «двотаврів».
У жовтні 2015 концерн провів натурний експеримент на полігоні з фрагментом обшивки та підривом ракети. В експерименті була використана застаріла ракета 9М38 з бойовою частиною 9Н314. За результатами експерименту стверджувалося, що саме така ракета була застосована і вона була українською, хоча влітку концерн доводив, що використовувалась ракета 9М38М1 з бойовою частиною 9Н314М. Згодом російська сторона стверджувала, що застарілі ракети (і в тому числі та, що використовувалась у експерименті) давно знищені.